# Сайко Олена Володимирівна
Сайко (Волян) Олена Володимирівна (нар. 14 квітня 1987) — українська самбістка, срібна призерка літньої Універсіади у Казані.

## Біографія

### Універсіада 2013
На літній Універсіаді, яка проходила з 6-о по 17-е липня у Казані, Олена предсталяла Україну у самбо у ваговій категорії до 60 кг. та завоювала срібну нагороду. Українка почала одразу з чвертьфіналу. У цій сутичці вона перемогла казашку Ажар Кенбеїл 3:0. Далі, у півфіналі вона так само впевнено виграла у румунки Роксани Іонели Пруни — 4:0. У фіналі Сайко змагалсь з росіянкою Яною Костенко, якій програла 4:0.

### Європейські ігри
У червні 2015 року на 1-х Європейських іграх в Баку здобула срібну нагороду.
У червні 2019 року на 2-х Європейських іграху Мінську виборола срібну нагороду.

## Державні нагороди
- Орден княгині Ольги III ст. (25 липня 2013) — за досягнення високих спортивних результатів на XXVII Всесвітній літній Універсіаді в Казані, виявлені самовідданість та волю до перемоги, піднесення міжнародного авторитету України[4]
- Орден княгині Ольги II ст. (15 липня 2019) — за досягнення високих спортивних результатів на II Європейських іграх 2019 в Мінську(Республіка Білорусь), виявлені самовідданість та волю до перемоги, піднесення міжнародного авторитету України[5]